# Mahamoud Harbi
Mahamoud Harbi Farah (* 1921 in Ali Sabieh; † 1960) war als politische Führungspersönlichkeit der Issa-Somali in Dschibuti ein bedeutender Wortführer der Bewegung für die Unabhängigkeit des Landes von Frankreich.

## Leben
Sein Vater Harbi Farah gehörte einer der einflussreichsten Familien der Region an. Mahamoud Harbi verbrachte seine ersten Lebensjahre in Dikhil, wo sein Vater Okal wurde und er selbst eine koranisch-arabische Ausbildung absolvierte und zusammen mit den anderen Schülern vom damaligen Verwalter des Gebiets die Französische Sprache erlernte. In seinem Elternhaus bekam er früh politische Diskussionen mit. Mit 14 Jahren zog er nach Ali Sabieh zurück.
Nach dem Tod seines Vaters am 22. November 1938 ging Mahamoud Harbi in die Stadt Dschibuti, wo er für zwei Jahre als Kellner in einem Restaurant arbeitete, 1940 reiste er nach Aden im Jemen. Nach Ausbruch des Zweiten Weltkrieges trat er in die französische Marine ein und überlebte als einer von wenigen den Schiffbruch seines Kriegsschiffes im Mittelmeer. Danach ging er nach Frankreich, während ihn seine Familie in Dschibuti zunächst für tot hielt.
Nach seiner Rückkehr nach Dschibuti 1946 begann sich Mahamoud Harbi für die Rechte der Einheimischen („autochthones“ genannt) einzusetzen, die er als von Frankreich unterdrückt ansah. Er wurde im Club des Jeunes Somalis et Danakils aktiv, dessen Präsident er wurde, und prägte den Spruch „La Terre est à nous!“ („Das Land gehört uns!“), der vor allem bei der Jugend populär wurde. 1949–1950 gründete er die erste Gewerkschaft des Gebietes, welche an die Forces ouvrières in Frankreich angelehnt war, und gewann so Zuspruch von weiten Teilen der Arbeiterschaft. 1952 erreichte die Gewerkschaft nach mehreren Streiks substanzielle Lohnerhöhungen und eine Verbesserung des Status von Staatsangestellten.
1956, als mit der loi-cadre Defferre eine größere Autonomie und Selbstverwaltung Dschibutis eingeführt wurde, wurde Mahamoud Harbi zum Abgeordneten in die Assemblée Nationale gewählt. 1957 erhielt seine Liste der Union Républicaine 30 Sitze in der Assemblée Territoriale, und er wurde Vizepräsident des regierenden Rates des Überseeterritoriums sowie Hafenminister.
Als für 1958 ein Referendum angesetzt wurde, in dem Dschibuti über eine allfällige Unabhängigkeit abstimmen würde, trat Mahamoud Harbi entschieden für die Unabhängigkeit und den Anschluss des Gebietes an ein Groß-Somalia ein. Damit war er unter den damals führenden Politikern der französischen Kolonien in Afrika der entschiedenste Unabhängigkeitsbefürworter neben Ahmed Sékou Touré aus Guinea. Frankreich soll ihn deswegen als Bedrohung gesehen und bedeutende Ressourcen für den Abstimmungskampf gegen ihn mobilisiert haben. Das Referendum fiel zugunsten des Verbleibs bei Frankreich aus.
1959 verließ Mahamoud Harbi nach einer versuchten Verhaftung durch die Kolonialmacht Dschibuti und hielt sich zeitweise in Ägypten, der Sowjetunion und China auf, wo er die Unterstützung dieser Staaten für seine Anliegen suchte. Von Somalia aus gründete er die Front de Libération de la Côte des Somalis (FLCS).
Am 29. September 1960 verschwanden er und seine Mitstreiter Djama Mahamoud Boreh und Mohamed Gahanlo auf einer Flugreise von Genf nach Kairo. Offiziell sind sie bei einem Flugzeugabsturz umgekommen, es wird jedoch eine mögliche Rolle der Organisation de l’armée secrète spekuliert.
Heute wird Mahamoud Harbi in Dschibuti als Held der Unabhängigkeitsbewegung angesehen. Ein zentraler Platz in Dschibuti, früher Place Arthur Rimbaud genannt, wurde nach ihm in Place Mahamoud Harbi umbenannt.